# Ferécides de Siro
Ferécides de Siro (em grego clássico: Φερεκύδης) é um filósofo grego pré-socrático. Filho de Babys e natural da ilha grega de Siro, foi um discípulo de Pítaco, e Diógenes Laércio coloca-o no grupo dos Sete Sábios da Grécia.
Descrito por Aristóteles como um teólogo que misturava filosofia e mitologia, ensinava numa gruta da sua ilha natal, ainda hoje visitável. Tendo sido tradicionalmente o primeiro grego a desenvolver um pensamento além do mitológico, ele foi descrito na Metafísica 1091b como "esses teólogos mistos, aqueles que não dizem tudo de forma mítica, como Ferécides... que nomeiam o primeiro Gerador como o Supremo Bem". Foi também relatado como tendo sido o primeiro a escrever um livro em prosa na Grécia, forma diferente da poética, e servindo de ligação entre as teogonias órficas e de Hesíodo e a racionalização da cosmologia filosófica investigativa. É comum na tradição grega encontrá-lo como tendo sido o primeiro mestre de Pitágoras, segundo a informação de Diógenes Laércio. Um número comparativamente grande de fontes diz que Ferécides foi o primeiro a ensinar a eternidade e a doutrina da transmigração (metempsicose) das almas humanas, uma das teorias da escola pitagórica. Tanto Cícero quanto Agostinho pensavam que ele deu o primeiro ensinamento da "imortalidade da alma". Que ele foi o primeiro a ensinar tal coisa é duvidoso, mas que ele estava entre os primeiros e que ele professou este ensinamento é certo. Hermann S. Schibli conclui que Ferécides "incluiu em seu livro ["Pentemychos"] pelo menos um tratamento rudimentar da imortalidade da alma, suas peregrinações no submundo e as razões para as encarnações da alma".
Ferécides foi contado ocasionalmente entre os Sete Sábios de Grécia. Um relógio de sol (heliotropion), supostamente feito por Ferécidos, foi dito por Diógenes Laércio estar "preservado na ilha de Siro".

É-lhe atribuída uma das mais antigas obras em prosa da literatura grega onde descreve a origem do mundo e intitulada As cinco cavernas / esconderijos / grutas / mundos, os cinco elementos originais do mundo em que incluiria Cronos, Ctónia, o fogo, o ar e a água, segundo a informação de Damáscio.

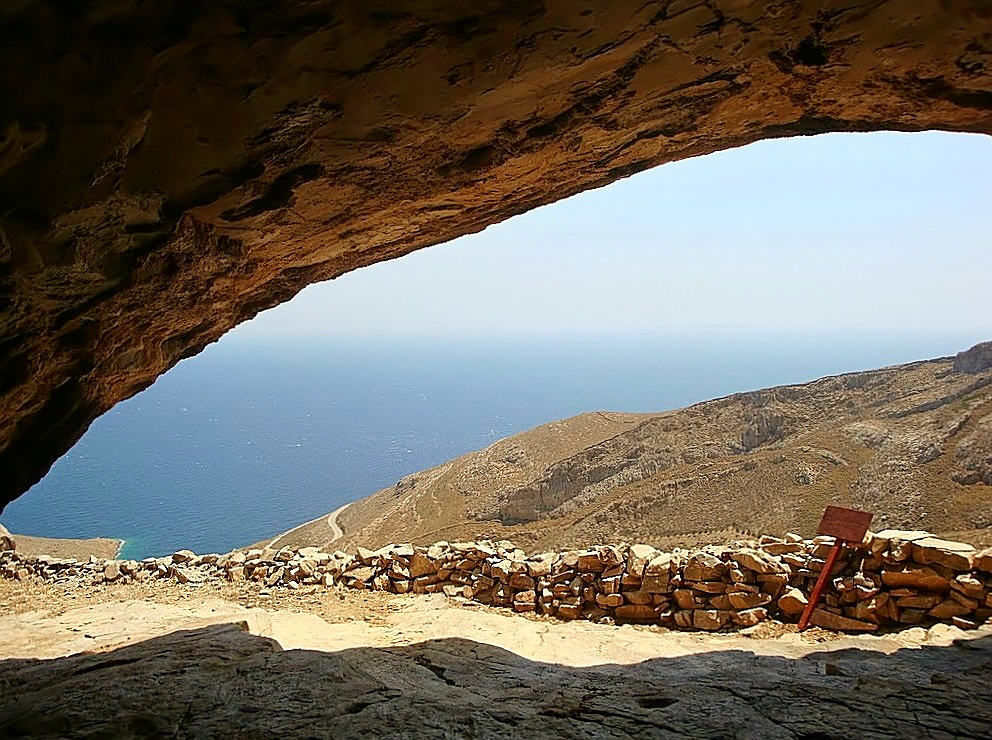
A gruta de Ferécides na ilha de Siro.

## Cosmogonia
Algumas fontes dizem que o livro de Ferécides foi intitulado "Pentemychos" (Pentεντέμυχος Pentemuchos) traduzido como cinco (πέντε) "recessos" (μυχός muchos, "recanto, recesso", também "santuário" como em "pequeno altar doméstico em um canto"). Em algumas fontes diz-se ter sido intitulado "Heptamychos" ("sete (ἑπτά) recessos"). Parece não haver um acordo completo entre os estudiosos sobre quais fontes confiar em relação ao título do livro de Ferécides, a referência de pesquisa padrão sobre os filósofos pré-socráticos de Kirk, Raven e Schofield, opta por "Heptamychos". O autor do único livro acadêmico moderno inteiramente dedicado a Ferécides, Hermann S. Schibli, argumenta que "Pentemychos" era o verdadeiro título. Neste trabalho, Ferécides ensinou sua filosofia através das representações míticas. Embora seja perdido, os fragmentos que sobrevivem são suficientes para reconstruir um esboço básico.
Na cosmogonia mais antiga de Hesíodo (8º - 7º século a. C.) o estado inicial do universo é o Caos, um vazio escuro considerado como uma condição divina primordial e a criação é ex nihilo (do nada). Ferécides provavelmente interpretou o caos como água e ele não o colocou no começo. Em sua cosmogonia existem três princípios divinos, Zas (Ζάς, Zeus), Cthonie (Χθονίη, Terra) e Chronos (Χρόνος, Tempo) que sempre existiram.
O sêmen (sementes) de Chronos, que provavelmente pode ser considerado como um caos aguado, foi colocado nos recessos e compôs numerosos outros descendentes de deuses. Isso é descrito em um fragmento preservado em Dos Primeiros Princípios, de Damáscio.
Pensa-se que existe uma relação próxima entre esses recessos e Chthonie. Hesíodo descreveu Tártaro como estando "em um recesso (muchos) de terra de ampla extensão". Hermann S. Schibli acha que os cinco muchos foram realmente abrigados dentro de Chthonie, ou pelo menos eram assim inicialmente quando Chronos dispôs sua semente nos cinco "recessos".

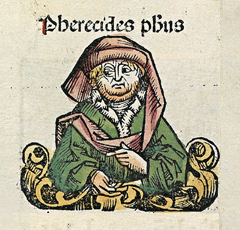
Ferécides, representado como um acadêmico medieval na Crônica de Nuremberg

Juntamente com Chthonie e Chronos, Ferécides sustentava um poder chamado Zas. Zas (Zeus), comparável com o Eros órfico em função, e como tal uma personificação da criatividade masculina (sexual). Proclo disse que "Ferécides costumava dizer que Zeus mudou para Eros quando estava prestes a criar, pela razão de que, tendo criado o mundo a partir de opostos, ele levou-o a acordo e paz e semeou a semelhança em todas as coisas, e unidade que interpenetra o universo".
O ato de criação em si (talvez seja mais correto dizer que Chronos cria e que Zas ordena e distribui) é descrito poeticamente como Zas tecendo um manto no qual ele decora terra e mar, e que ele então apresenta como um presente de casamento para Chthonie, e envolve a ela. Chthonie muda então seu nome para Ge (Gaia). No entanto, em outro fragmento não é Chthonie, mas em "um carvalho alado" que ele envolve o pano ao redor. O "carvalho alado" nesta cosmologia não tem precedentes na tradição grega. Chthonie, na versão de Ferécides, seria uma forma análoga ao Caos primordial, considerada por Schibli como uma natureza em potencial, que irá receber os elementos dos recessos e manifestá-los no cosmos quando se torna Ge com seu vestido.
As histórias são diferentes, mas não mutuamente exclusivas, porque falta muito nos fragmentos, mas parece claro que a criação é prejudicada por forças caóticas.

Busto em Siro

Antes que o mundo seja ordenado, uma batalha cósmica ocorre, com Cronos como o líder de um lado e Ophioneus como o do outro. A mesma história é em outra parte encenada com Zeus e Tifão/Typhoeus como personagens principais, e também tem paralelos próximos em muitos mitos de outras culturas além do grego (Marduk vs. Tiamat, etc.). Ophioneus e sua ninhada são frequentemente representados como governando o cosmo em nascimento por algum tempo, antes de cair do poder. As forças caóticas são eternas e não podem ser destruídas; em vez disso, eles são expulsos do mundo ordenado e trancados no Tártaro em uma espécie de "nomeação das esferas", na qual o vencedor (Zeus-Cronus) toma posse do céu e do espaço e do tempo. As fechaduras para o Tártaro são moldadas em ferro por Zeus, e podem, portanto, ter sido associadas ao seu elemento de aither, e em bronze por Poseidon, o que pode indicar uma ligação com a água (que muitas vezes foi concebida como a "primeira matéria"). A julgar por alguns fragmentos antigos, Ophioneus é jogado em Okeanos, não no Tártaros.

## Reconstrução
Baseando-se nos fragmentos existentes da obra de Ferécides, em testemunhos de autores antigos sobre a filosofia de Ferécides, bem como em temas das mitologias da Grécia Antiga e do Oriente Próximo, Hermann S. Schibli oferece a seguinte reconstrução dos principais elementos do livro perdido ferecidiano:
 CHRONOS e Zas sempre foram, e também Chthonie (Ζὰς μὲν καὶ Χρόνος ἦσαν ἀεὶ καὶ Χθονίη). Uma vez Chronos, sozinho e sem um parceiro, lançou sua semente. De sua semente ele fez fogo, ar e água, e os depositou em cinco ocos. Ó, das misturas de fogo, ar e água nas cavidades surgiu outra geração de deuses. Os deuses ardentes habitavam em Ouranos e reluziam Aither, os deuses do vento em Tártaro tempestuoso, os deuses aquosos no Caos, e os deuses das trevas habitavam na Noite negra.

Depois que a geração de deuses, nascida da semente do Tempo, assumiu suas habitações, Zas se tornou Eros e se casou com Chthonie. Os outros deuses construíram muitos palácios grandes para ele; eles forneceram todos os bens necessários, as mesas de banquete, servos e empregadas, e quando todas as coisas necessárias foram realizadas, eles realizaram o casamento. No terceiro dia do casamento, Zas teceu um grande e belo manto, e nele bordou a Terra e Ogenos e as mansões de Ogeno. Quando ele terminou sua tarefa, ele apresentou o manto para Chthonie e disse: 'Porque eu quero casar com você, eu te honro com este manto. Alegre-se e seja minha consorte! Isto eles dizem que foi a primeira festa do desvelamento (anaklypteria) e, portanto, surgiu o costume para ambos os deuses e homens. E ela respondeu ao receber o manto dele: 'Eu tomo isso como minha honra, e daqui em diante eu serei chamada Ge...' Os deuses celebraram, festejando em ambrosia. E a Terra era como um carvalho alado, forte e poderoso; suas raízes se estendiam até as profundezas do Tártaro, seu tronco era circundado por Ogenos e seus ramos alcançavam Ouranos. A Terra floresceu e Zas se alegrou.

Mas abaixo da Terra, em um oco de Tártaros, nasceu Ophioneus. Ele e seus filhos monstruosos desafiaram Cronos. As linhas de batalha foram traçadas, com Kronos o comandante de um exército e Ophioneus liderando os Ophionidai. Os termos da batalha foram declarados: o que deles caísse em Ogenos seria o derrotado, enquanto aqueles que os expulsassem e os derrotassem possuiriam Ouranos. Um conflito feroz seguiu. Cronos tinha um forte aliado em Zas; em combate singular ele derrubou Ophioneus. Então Ophioneus e sua ninhada foram lançados em Ogenos, e eles habitam nas mansões de Ogenos até hoje. Cronos, comandante do exército vitorioso, foi coroado pelos outros deuses (daí surgiu o costume de usar coroas por vencedores). Zeus honrou os deuses vitoriosos e atribuiu a eles seus domínios. Cronos havia ganhado Ouranos. Estas são as ações dos outros deuses: abaixo de Ouranos está o ardente Aither; abaixo a Aither parte da Terra; abaixo dessa porção está Tartaros; as filhas de Bóreas, as Harpias e Thuella, guardam-na; para lá Zeus expulsa qualquer um dos deuses que se comportam com insolência. Há também as almas dos homens que cometeram derramamento de sangue. Suas almas são carregadas através dos portais e portões de Tártaros em um rio que deságua até o nascimento; o rio é como a semente que leva à nova vida. E as almas dos homens partem da vida e entram novamente nas cavernas e ocos de Tártaros através de seus portais e portões. Ao lado de Tártaros está o Caos e os reinos da noite escura. 